# Vladimir Mojsilović
Vladimir Mojsilović (Beograd, 1973) srpski je akademski slikar i grafičar.

## Biografija
Redovne i master studije završio je na Akademiji umetnosti u Novom Sadu u klasi profesora Slobodana Abija Kneževića.
U periodu od 2017—2018 bio je na funkciji predsednika Odbora za propagandu i informisanje Fondacije Narodnog muzeja u Beogradu. Od 1994—2003 objavljuje ilustracije u beogradskim redakcijama „Naša Borba”, „Cool” (ilustracije i karikatura), „Malo dvorište” (dečja ilustracija), „ArtZin”, časopis u izdanju galerije SKC-a.
Kao član umetničke grupe „Umetnici na uslovnoj slobodi” ostavirio je niz izložbi u Srbiji. Rad ove grupe umetnika predstavio je Slobodan Maldini u enciklopediji „Istorija srpske umetnosti, od XVIII do XXI veka”.
Njegovi radovi nalaze se, između ostalih, u Wiener Städitsche kolekciji savremene umetnosti i Zepter kolekciji.
Slikarsko stvaralaštvo Vladimira Mojsilovića je uspešna integracija više različitih energetskih izvora koji kroz sliku dejstvuju sinergetski. Neguje figuralno slikarstvo sa elementima popularne kulture i stilizacije koja predstavlja autentični likovni izraz.

## Izložbe i odabrani projekti
- „Srećna Galerija”, Galerija SKC, Beograd 1996.
- Prva samostalna izložba, Galerija NUBS, Beograd 1997.
- „Kuća broj 13”, Multimedijalni projekat grupe umetnika (Jelena Gorički, Milena Stojanović, Ivan Pravdić, Sonja Savić i drugi), napuštena porodična kuća Doroslovačkih, Bečej, 1999.
- Niz samostalnih i grupnih multimedijalnih projekata, galerija SKC [3], Beograd
- X Biennial of Young Artists from Europe and the Mediterranean — Sarajevo[4], 2001.
- Izložba fotografija "Zvezdara", Goethe Institut Beograd, 2002.
- „Madl Art”, Aukcija antikviteta i slika, 2016.
- „Collecting is Connecting” — Kolekcija savremene umetnosti, Kuća legata 2017.
- Narodna banka Srbije, Samostalna izložba "Mali Građanski razgovori u rukavicama"[5], 2018.
- Muzej savremene umetnosti Beograd, performans "Mali Građanski razgovori u rukavicama"[6], 2019.

## Spoljašnje veze
- Zvanična prezentacija